# Poissons (Haute-Marne)
Pour les articles homonymes, voir Poisson (homonymie).
Poissons est une commune française située au nord-est du département de la Haute-Marne, dans la région Grand Est.

## Géographie

### Localisation

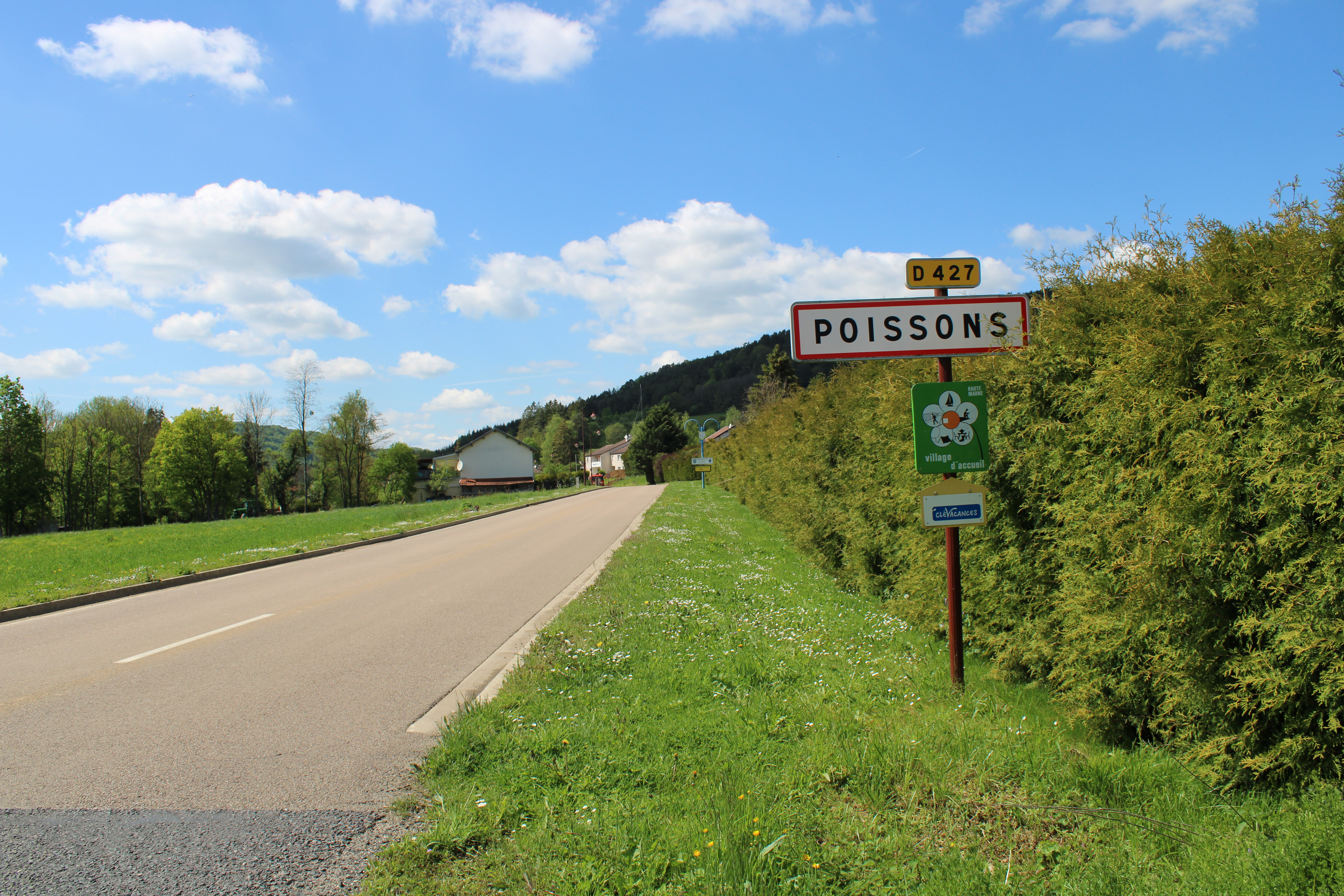
Entrée du village.
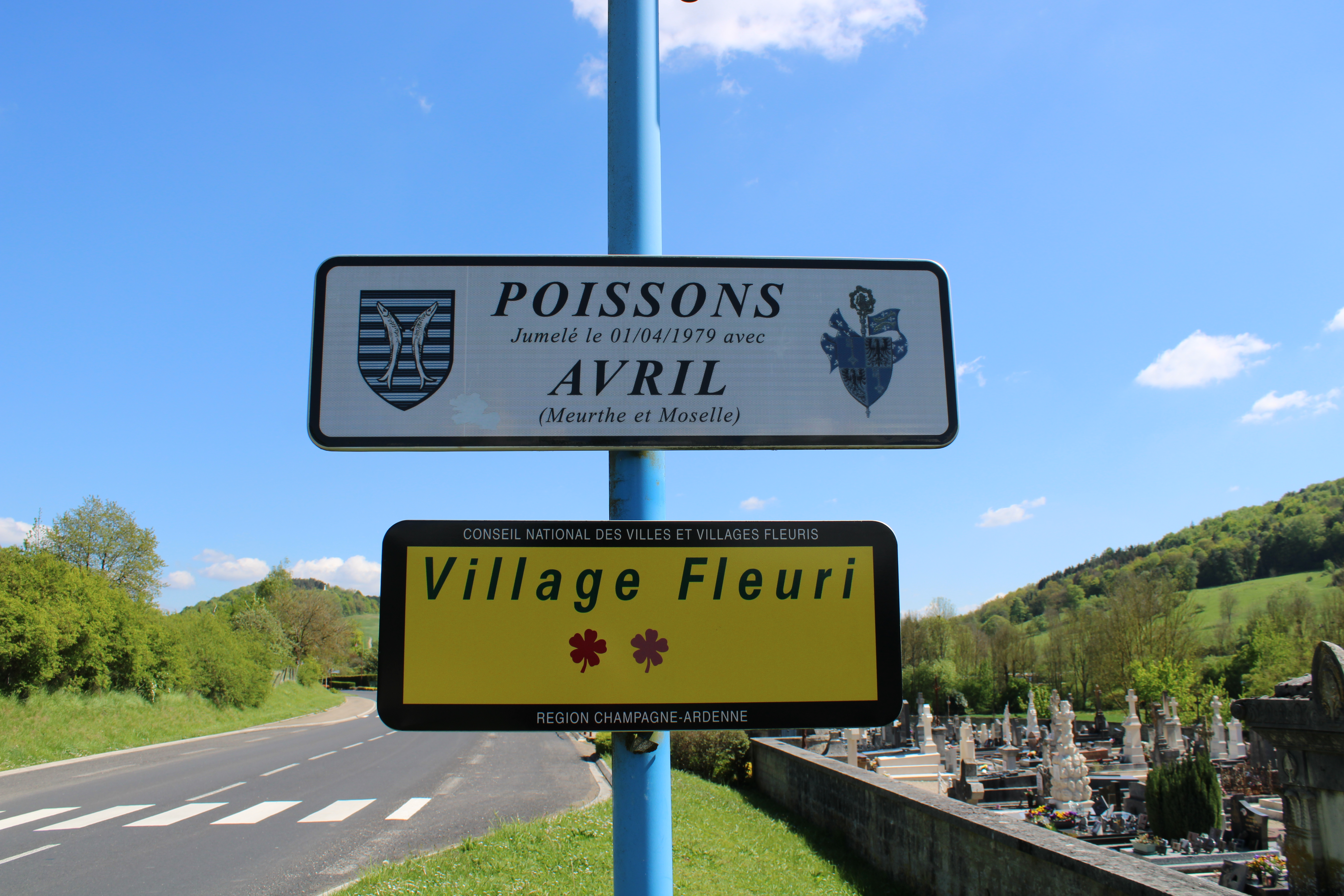
Clin-d'œil à la tradition du Poisson d'avril.

La commune se trouve à l'est de Joinville et au sud-est de Saint-Dizier.
Poissons fait partie du Vallage, une région de la haute vallée de la Marne.

### Communes limitrophes
| Suzannecourt            | Montreuil-sur-Thonnance | Sailly                   |
|                         | Poissons                | Noncourt-sur-le-Rongeant |

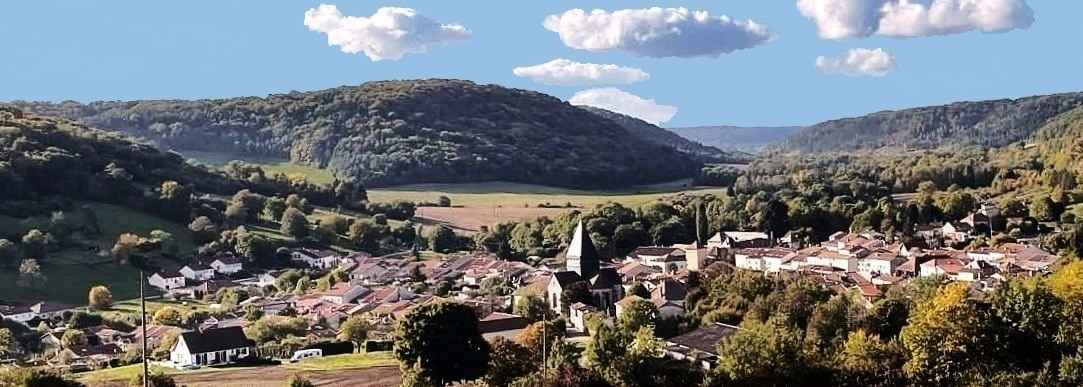
Vue générale

| Saint-Urbain-Maconcourt |                         |                          |

### Voies de communication et transports
La localité est traversée par l'ancienne route nationale 427.

### Hydrographie
La commune est dans la région hydrographique « la Seine de sa source au confluent de l'Oise (exclu) » au sein du bassin Seine-Normandie. Elle est drainée par le Rongeant, la Rissancelle, le cours d'eau 01 de Poissons, le Rongeant et,.
Le Rongeant, d'une longueur de 19 km, prend sa source dans la commune de Thonnance-les-Moulins et se jette  dans la Marne à Thonnance-lès-Joinville, après avoir traversé six communes. Les caractéristiques hydrologiques du Rongeant sont données par la station hydrologique située sur la commune de Suzannecourt. Le débit moyen mensuel est de 2,19 m3/s. Le débit moyen journalier maximum est de 18,7 m3/s, atteint lors de la crue du 22 janvier 2018. Le débit instantané maximal est quant à lui de 21 m3/s, atteint le même jour.

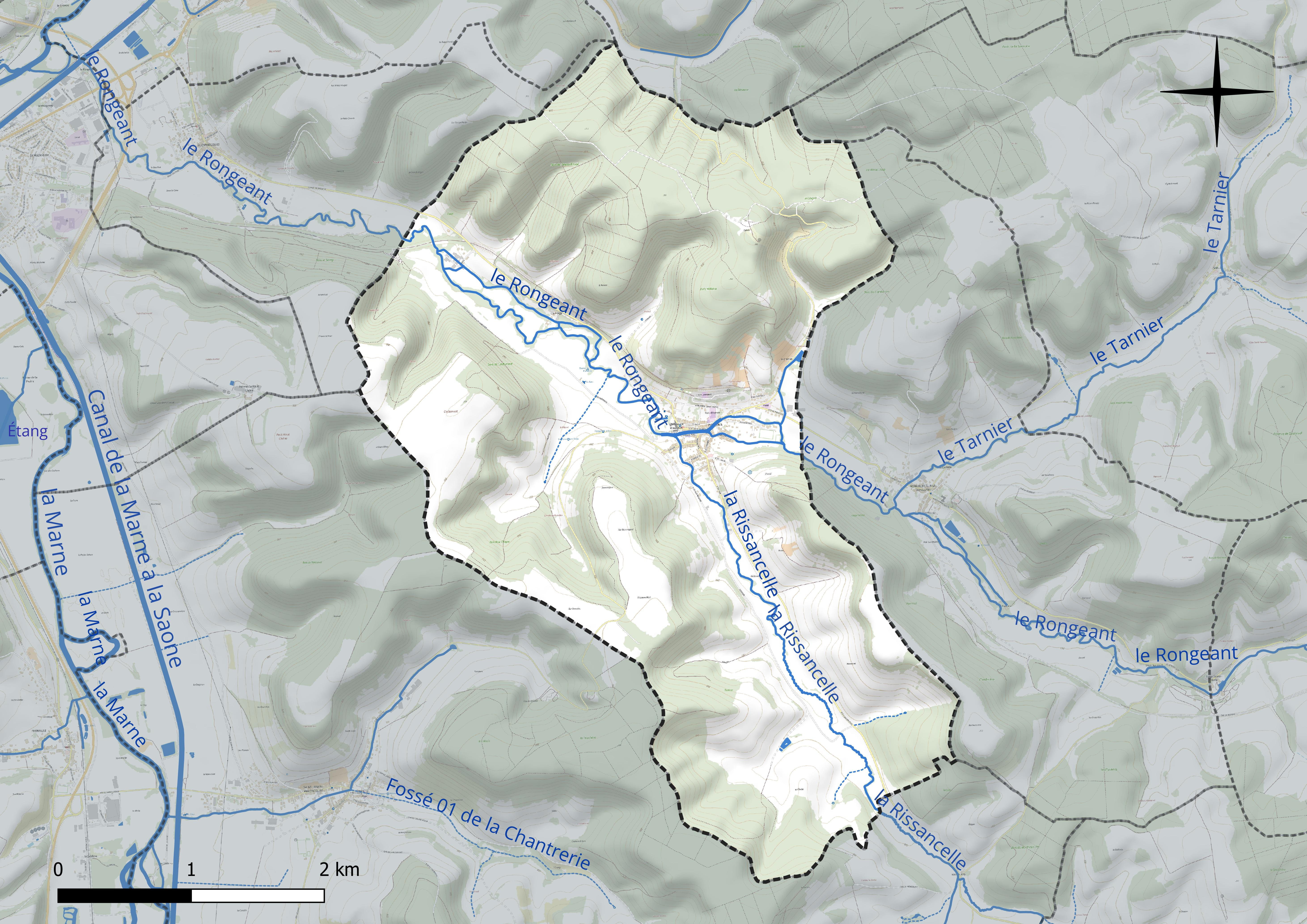
Réseau hydrographique de Poissons.

### Climat
Pour des articles plus généraux, voir Climat du Grand Est et Climat de la Haute-Marne.
En 2010, le climat de la commune est de type climat de montagne, selon une étude du Centre national de la recherche scientifique s'appuyant sur une série de données couvrant la période 1971-2000. En 2020, Météo-France publie une typologie des climats de la France métropolitaine dans laquelle la commune est exposée à un climat océanique altéré et est dans la région climatique Lorraine, plateau de Langres, Morvan, caractérisée par un hiver rude (1,5 °C), des vents modérés et des brouillards fréquents en automne et hiver.
Pour la période 1971-2000, la température annuelle moyenne est de 10,2 °C, avec une amplitude thermique annuelle de 16 °C. Le cumul annuel moyen de précipitations est de 1 029 mm, avec 13,6 jours de précipitations en janvier et 9,6 jours en juillet. Pour la période 1991-2020, la température moyenne annuelle observée sur la station météorologique de Météo-France la plus proche, « Blécourt », sur la commune de Blécourt à 11 km à vol d'oiseau, est de 10,8 °C et le cumul annuel moyen de précipitations est de 879,6 mm. 
La température maximale relevée sur cette station est de 40,2 °C, atteinte le 25 juillet 2019 ; la température minimale est de −18 °C, atteinte le 20 décembre 2009,,.
Les paramètres climatiques de la commune ont été estimés pour le milieu du siècle (2041-2070) selon différents scénarios d'émission de gaz à effet de serre à partir des nouvelles projections climatiques de référence DRIAS-2020. Ils sont consultables sur un site dédié publié par Météo-France en novembre 2022.

## Urbanisme

### Typologie
Au 1er janvier 2024, Poissons est catégorisée bourg rural, selon la nouvelle grille communale de densité à sept niveaux définie par l'Insee en 2022.
Elle est située hors unité urbaine. Par ailleurs la commune fait partie de l'aire d'attraction de Joinville, dont elle est une commune de la couronne,. Cette aire, qui regroupe 31 communes, est catégorisée dans les aires de moins de 50 000 habitants,.

### Occupation des sols
L'occupation des sols de la commune, telle qu'elle ressort de la base de données européenne d’occupation biophysique des sols Corine Land Cover (CLC), est marquée par l'importance des forêts et milieux semi-naturels (53,4 % en 2018), en diminution par rapport à 1990 (57,9 %). La répartition détaillée en 2018 est la suivante : 
forêts (51,1 %), terres arables (25,2 %), prairies (18,1 %), zones urbanisées (2,3 %), milieux à végétation arbustive et/ou herbacée (2,3 %), zones agricoles hétérogènes (0,9 %). L'évolution de l’occupation des sols de la commune et de ses infrastructures peut être observée sur les différentes représentations cartographiques du territoire : la carte de Cassini (XVIIIe siècle), la carte d'état-major (1820-1866) et les cartes ou photos aériennes de l'IGN pour la période actuelle (1950 à aujourd'hui).

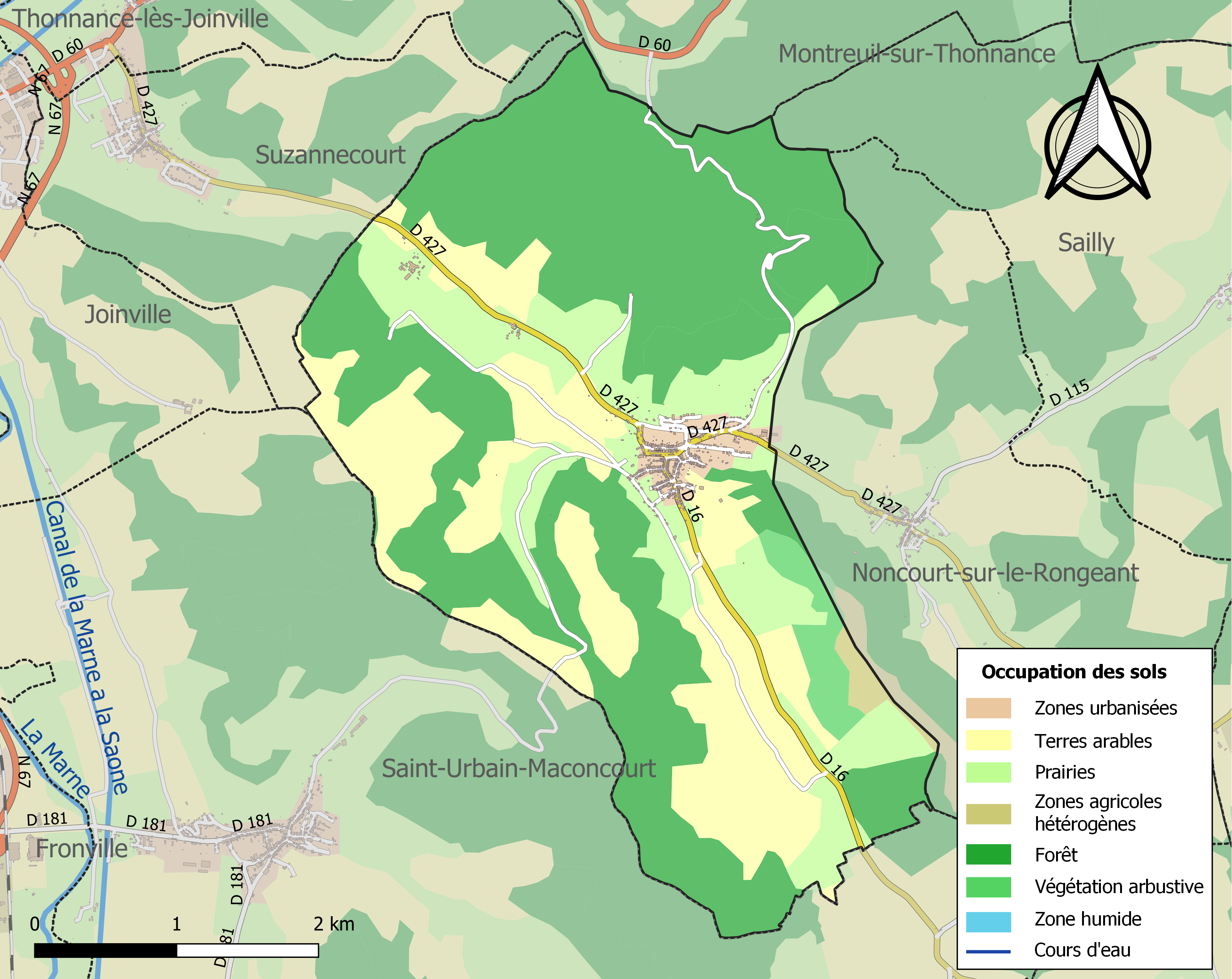
Carte des infrastructures et de l'occupation des sols de la commune en 2018 (CLC).

## Histoire
- La localité constituait un haut lieu de l'extraction du minerai de fer et de la sidérurgie haut-marnaise au XIXe siècle.

## Politique et administration

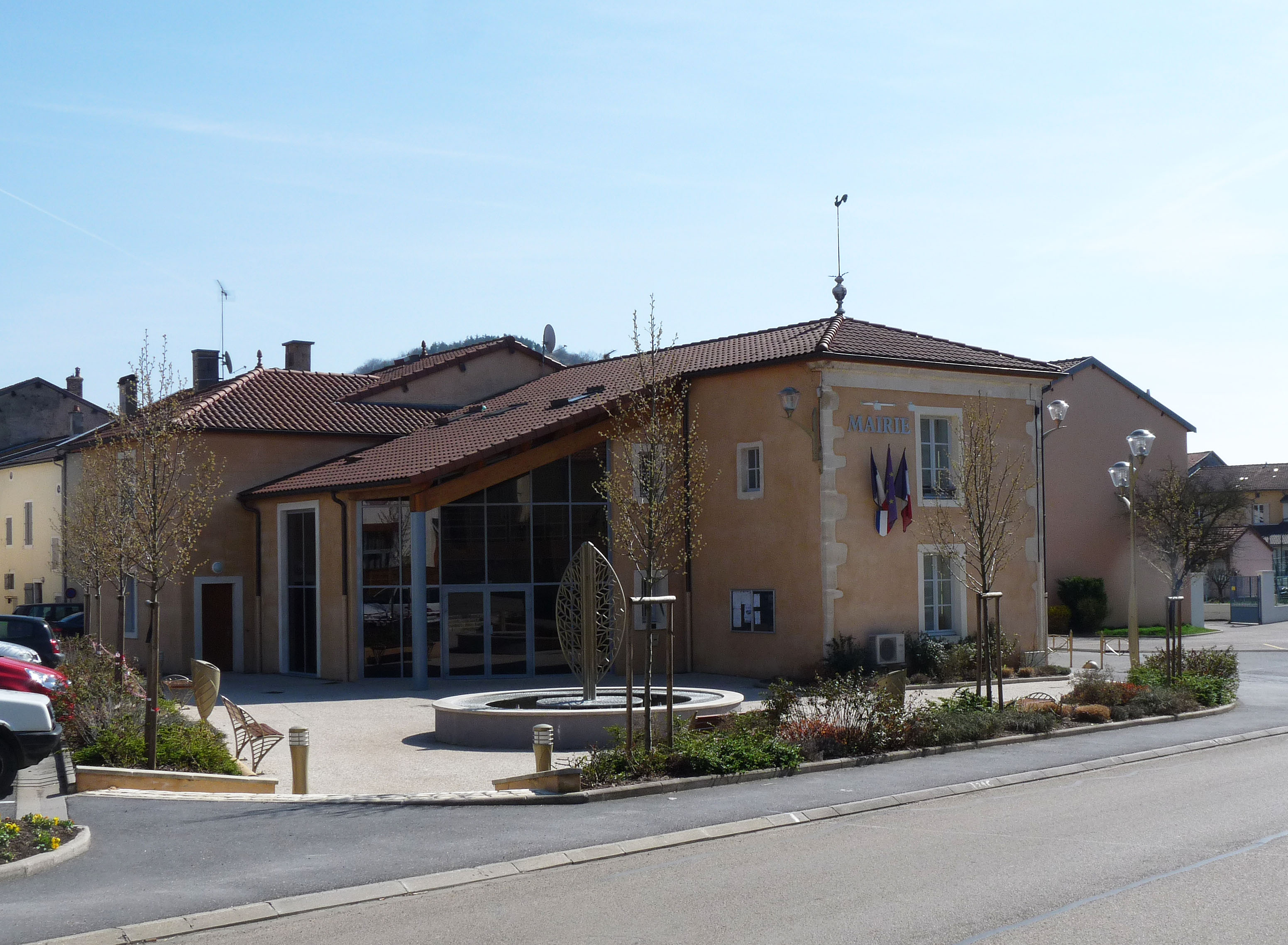
La mairie.

### Liste des maires
| Période                                  | Période  | Identité        | Étiquette | Qualité |
| ---------------------------------------- | -------- | --------------- | --------- | ------- |
| Les données manquantes sont à compléter. |          |                 |           |         |
| septembre 1830                           | 1840     | Nicolas Collier |           | notaire |
| mars 2001                                | 2014     | Gilles Lavocat  |           |         |
| 2014                                     | En cours | Bernard Adam    |           |         |

### Jumelages
- Avril (Meurthe-et-Moselle) (France). Ce jumelage crée un jeu de mots rappelant le poisson d'avril[16].

## Population et société

### Démographie
L'évolution du nombre d'habitants est connue à travers les recensements de la population effectués dans la commune depuis 1793. Pour les communes de moins de 10 000 habitants, une enquête de recensement portant sur toute la population est réalisée tous les cinq ans, les populations de référence des années intermédiaires étant quant à elles estimées par interpolation ou extrapolation. Pour la commune, le premier recensement exhaustif entrant dans le cadre du nouveau dispositif a été réalisé en 2004.

En 2022, la commune comptait 611 habitants, en évolution de −10,8 % par rapport à 2016 (Haute-Marne : −4,62 %, France hors Mayotte : +2,11 %).
| 1793  | 1800  | 1806  | 1821  | 1831  | 1836  | 1841  | 1846  | 1851  |
| ----- | ----- | ----- | ----- | ----- | ----- | ----- | ----- | ----- |
| 1 782 | 1 605 | 1 623 | 1 453 | 1 411 | 1 623 | 1 582 | 1 572 | 1 595 |

| 1856  | 1861  | 1866  | 1872  | 1876  | 1881  | 1886  | 1891  | 1896  |
| ----- | ----- | ----- | ----- | ----- | ----- | ----- | ----- | ----- |
| 1 478 | 1 514 | 1 452 | 1 308 | 1 279 | 1 201 | 1 186 | 1 304 | 1 054 |

| 1901  | 1906 | 1911 | 1921 | 1926 | 1931 | 1936 | 1946 | 1954 |
| ----- | ---- | ---- | ---- | ---- | ---- | ---- | ---- | ---- |
| 1 032 | 907  | 844  | 898  | 809  | 771  | 740  | 717  | 710  |

| 1962 | 1968 | 1975 | 1982 | 1990 | 1999 | 2004 | 2006 | 2009 |
| ---- | ---- | ---- | ---- | ---- | ---- | ---- | ---- | ---- |
| 742  | 732  | 720  | 747  | 732  | 747  | 747  | 728  | 736  |

| 2014 | 2019 | 2022 | - | - | - | - | - | - |
| ---- | ---- | ---- | - | - | - | - | - | - |
| 693  | 632  | 611  | - | - | - | - | - | - |

### Manifestations culturelles et festivités
Journée des moulinsLe troisième week-end de juin, une visite gratuite est organisée.
Journées du PatrimoineElles sont organisées en septembre et l'on peut visiter gratuitement : l'église Saint-Aignan, le moulin ainsi que le Pigeonnier.

## Culture locale et patrimoine

### Lieux et monuments
Église Saint-AignanDe style gothique flamboyant (XVIe siècle), l'église est remarquable notamment par l'ensemble Renaissance formé par son portail et son porche monumental aux voussures finement sculptées de personnages religieux. L'intérieur se distingue par ses vitraux, sa poutre de gloire, sa Mise au tombeau datée de 1610 constituée d'un bas relief sous autel, sa statue de sainte Barbe et ses bas-reliefs. L'église a été classée par monument historique en 1909,.
Église Saint-Amanselle fut détruite en 1968.
Croix et calvairesPoissons possède plusieurs croix et calvaires. Située à l'entrée du village côté Joinville, la croix de chemin de Saint-Amans (XVIe siècle) a fait l'objet d'une inscription MH en 1925.
Château de RiaucourtLe château comporte plusieurs bâtiments du XVIIe siècle et du XVIIIe siècle. La date de 1708 est gravée sur le fronton à l'emblème du Roi Soleil. Conciergerie, bassin, communs, enclos, auditoire, tour, élévation, bâtiment et toiture ont été inscrits aux MH en 1986.
MoulinConstruit avant le début du XVIIe siècle, le moulin est actionné par une roue à augets, entraînée par l'eau provenant d’un bief, dérivation du Rongeant. : Il a permis de fabriquer farines à pain et aliments pour le bétail. En 1900, il a produit de l’électricité pour le village.
Il est resté en activité jusqu'au milieu du XXe siècle.
HallesAujourd'hui restaurées, les anciennes halles ont été construites en 1829 au centre du village, au bord du Rongeant. Elles sont dotées d'une imposante charpente en chêne et en sapin.
Notre Dame de ChâtelDominant le village depuis le coteau de Châtel, une statue de la Vierge en fonte constitue un lieu de pèlerinage. Coulée à la fonderie du Val d'Osne, elle mesure 3,60 m et pèse 1 600 kg. Elle fut érigée au milieu du XIXe siècle pour remercier la Vierge d'avoir protégé Poissons du choléra. L'inauguration eut lieu le 2 juillet 1860.
Fontaine RondeEn février 1429, selon la légende, Jeanne d'Arc, alors qu'elle se rendait de Vaucouleurs à l'abbaye de Saint-Urbain – sa première halte sur le chemin de Chinon –, aurait fait boire son cheval à une fontaine romaine ronde qui se trouve aujourd'hui à l'entrée du village. Ce site constitue désormais l'une des étapes d'un parcours de randonnée, le Sentier historique de Jeanne d'Arc, qui traverse la Meuse, la Haute-Marne et l'Aube.

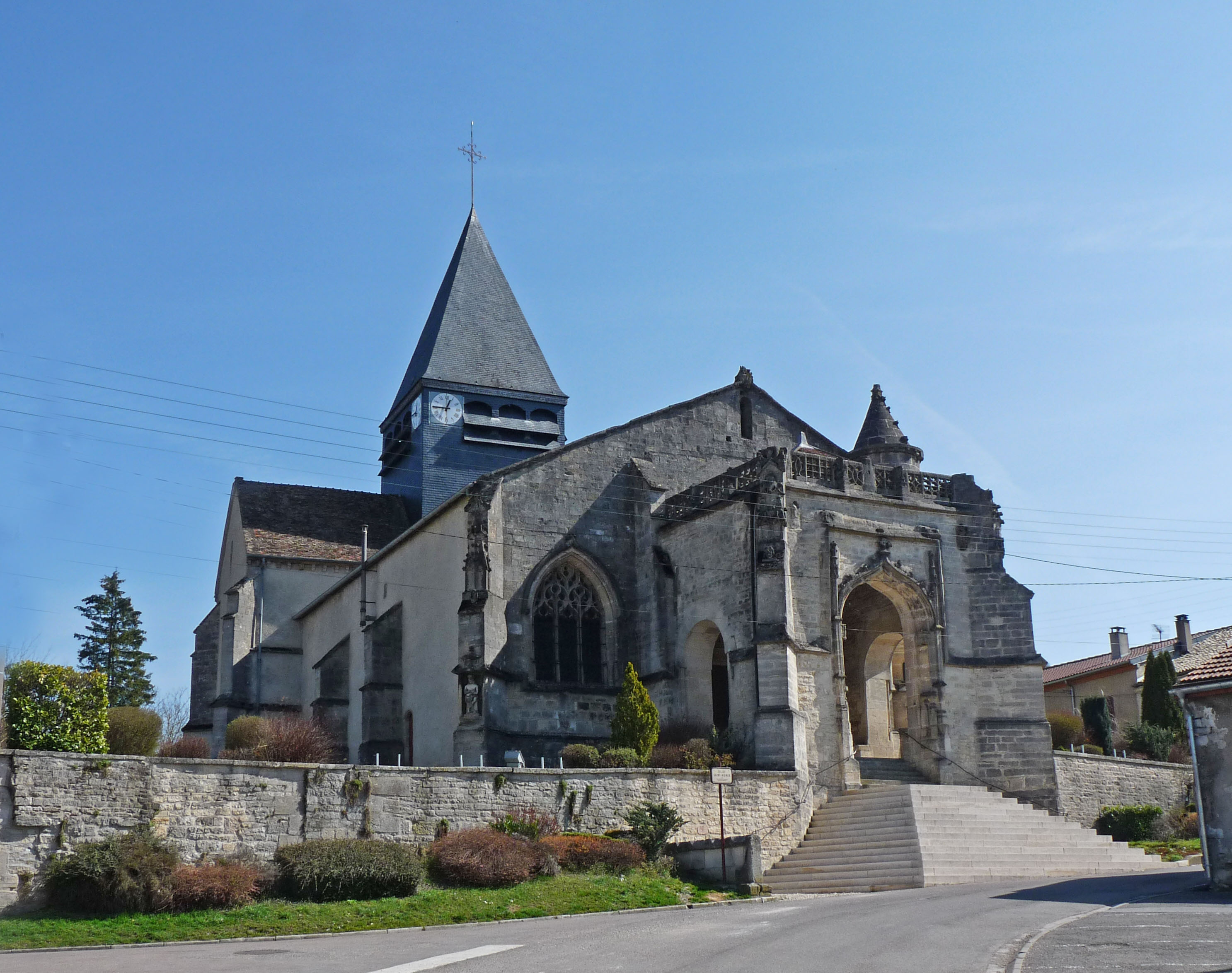
Église Saint-Aignan de Poissons.
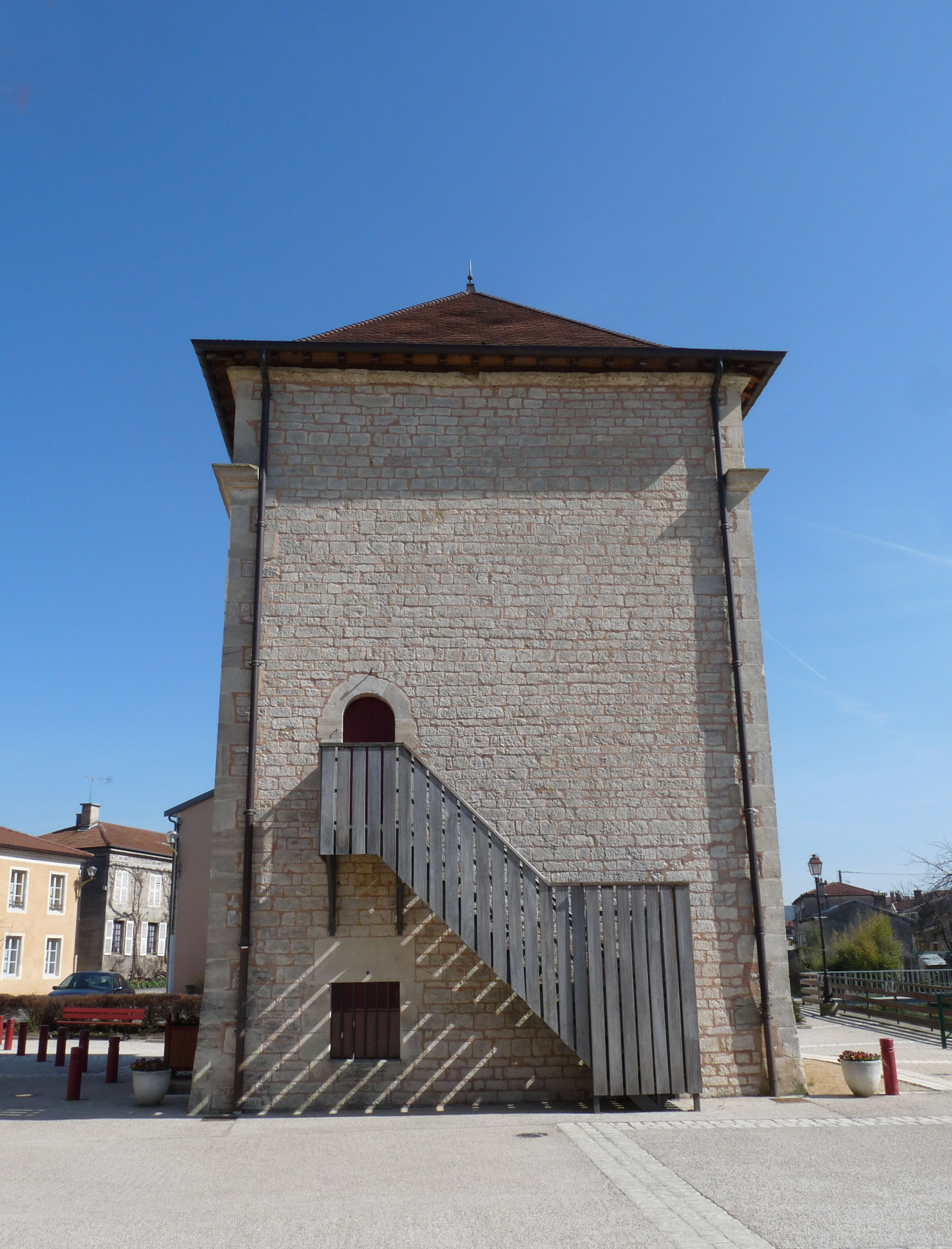
Tour de défense du château.
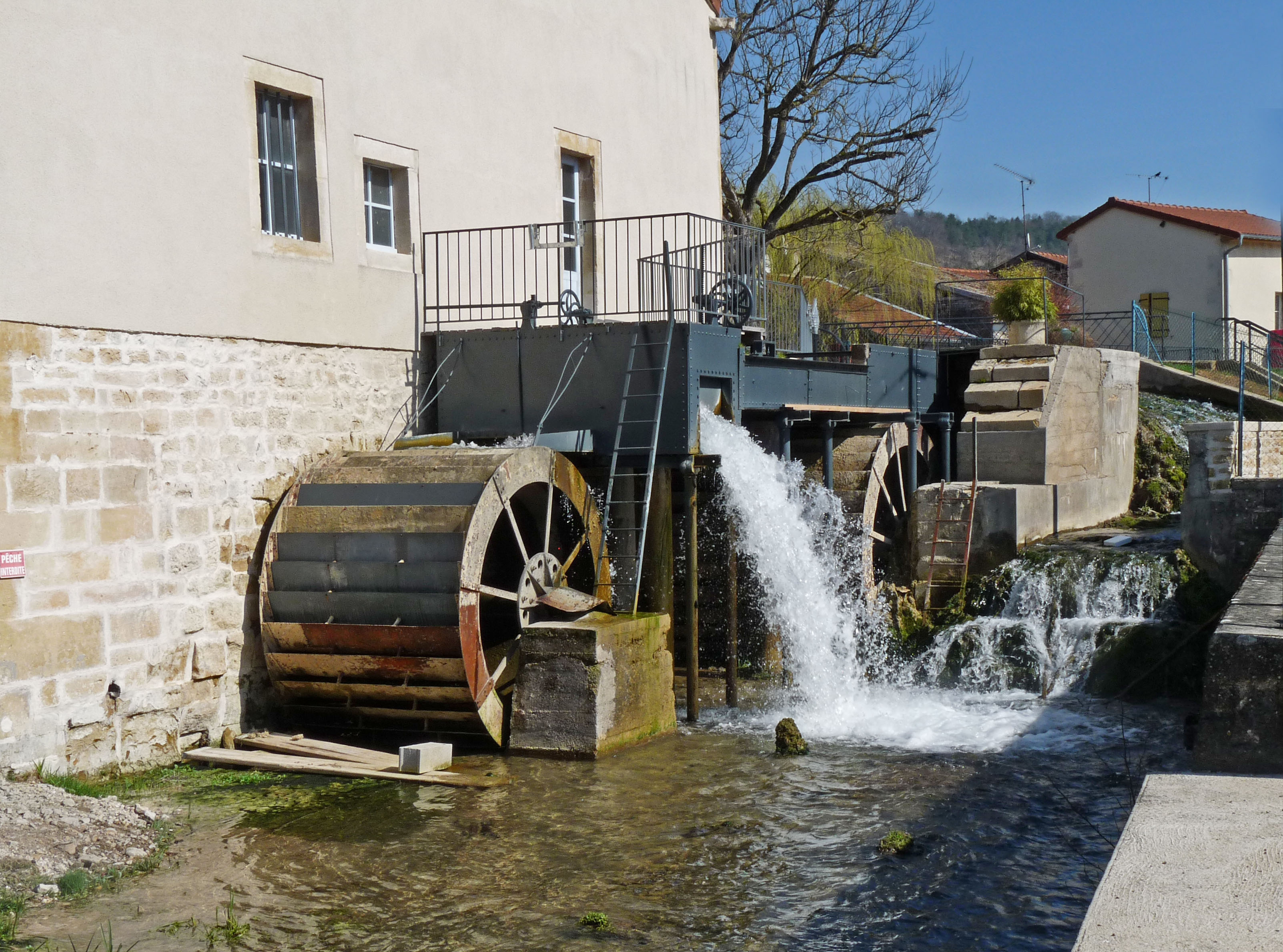
Roue à aubes du moulin.
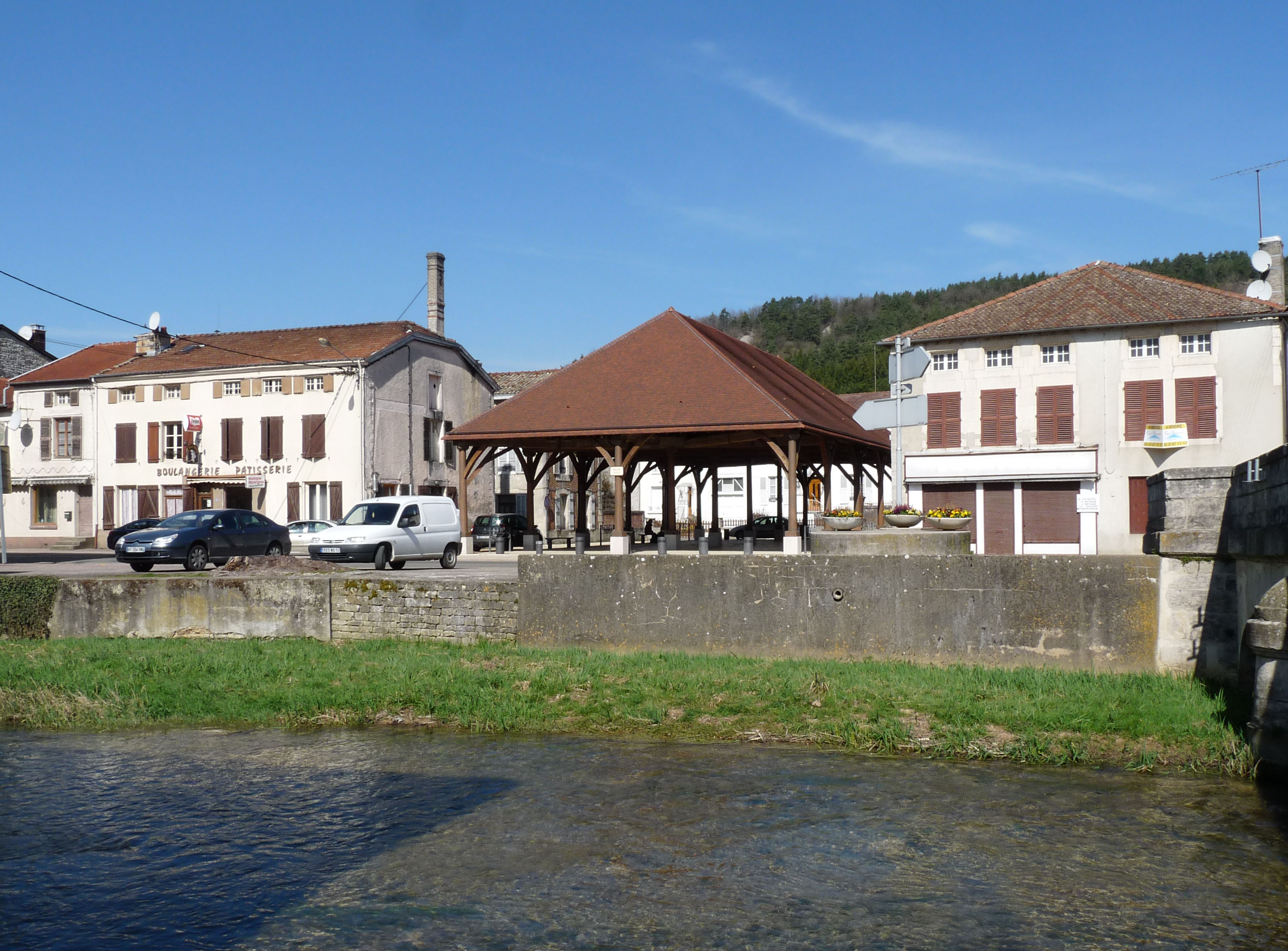
Les halles.
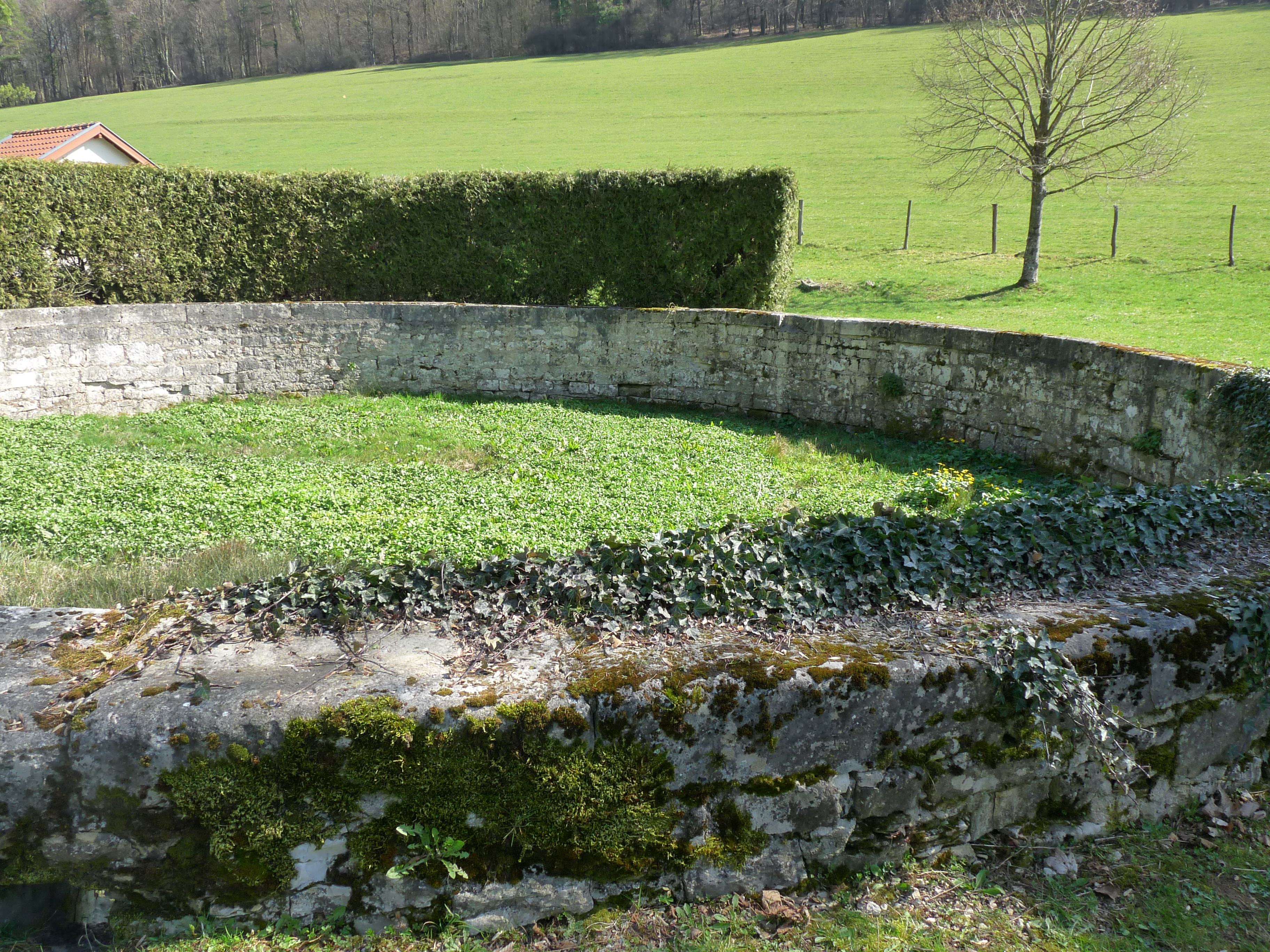
La Fontaine Ronde.
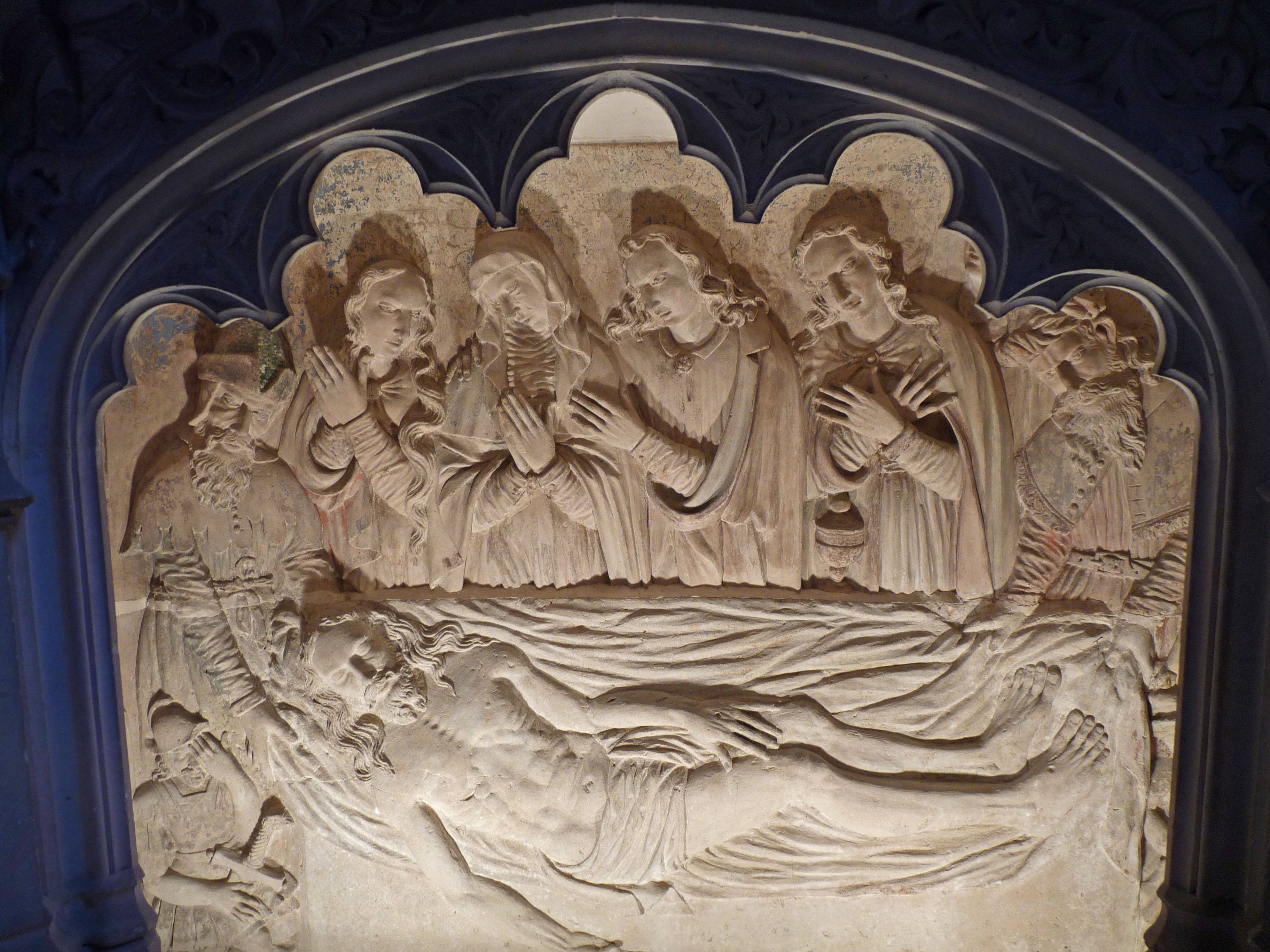
La mise au tombeau.
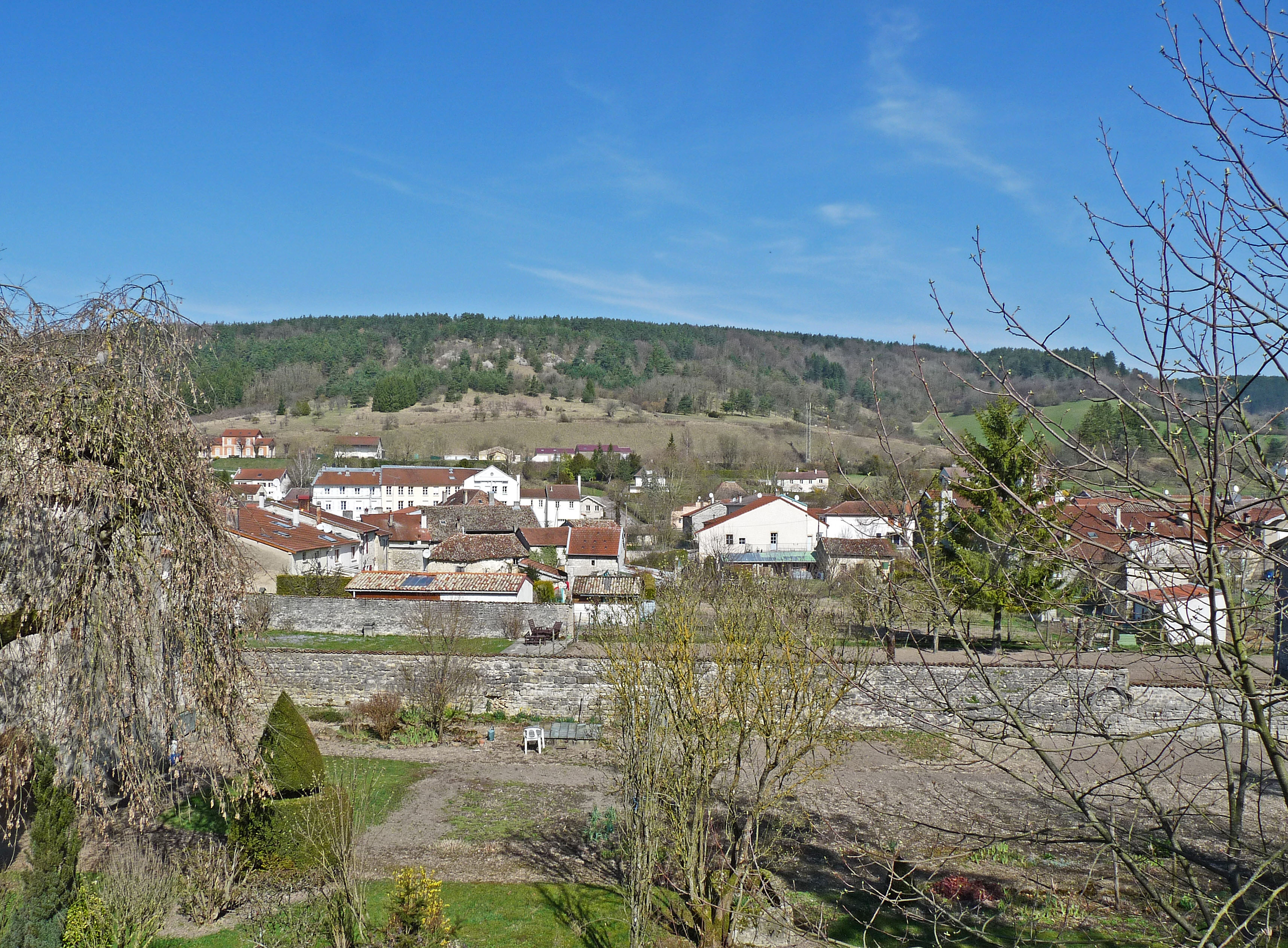
Un environnement vallonné.
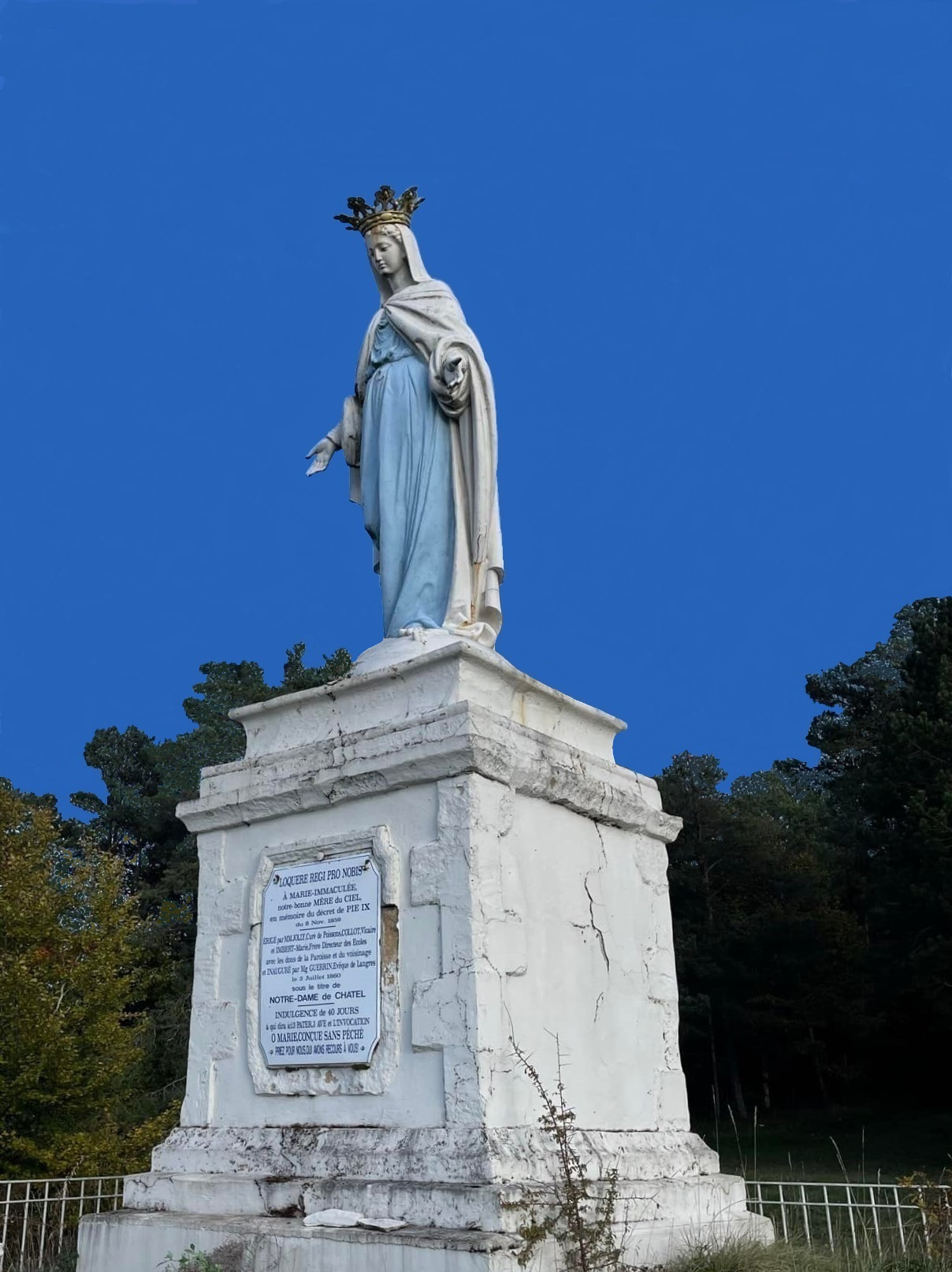
Notre-Dame de Châtel

- Le nom de « Petite Suisse » a été donné aux lacets de Mélaire, un tronçon de route tourmenté situé entre Poissons et Montreuil-sur-Thonnance.[réf. nécessaire]
- Le parc naturel régional de Lorraine est distant d'environ 47 km.

### Personnalités liées à la commune

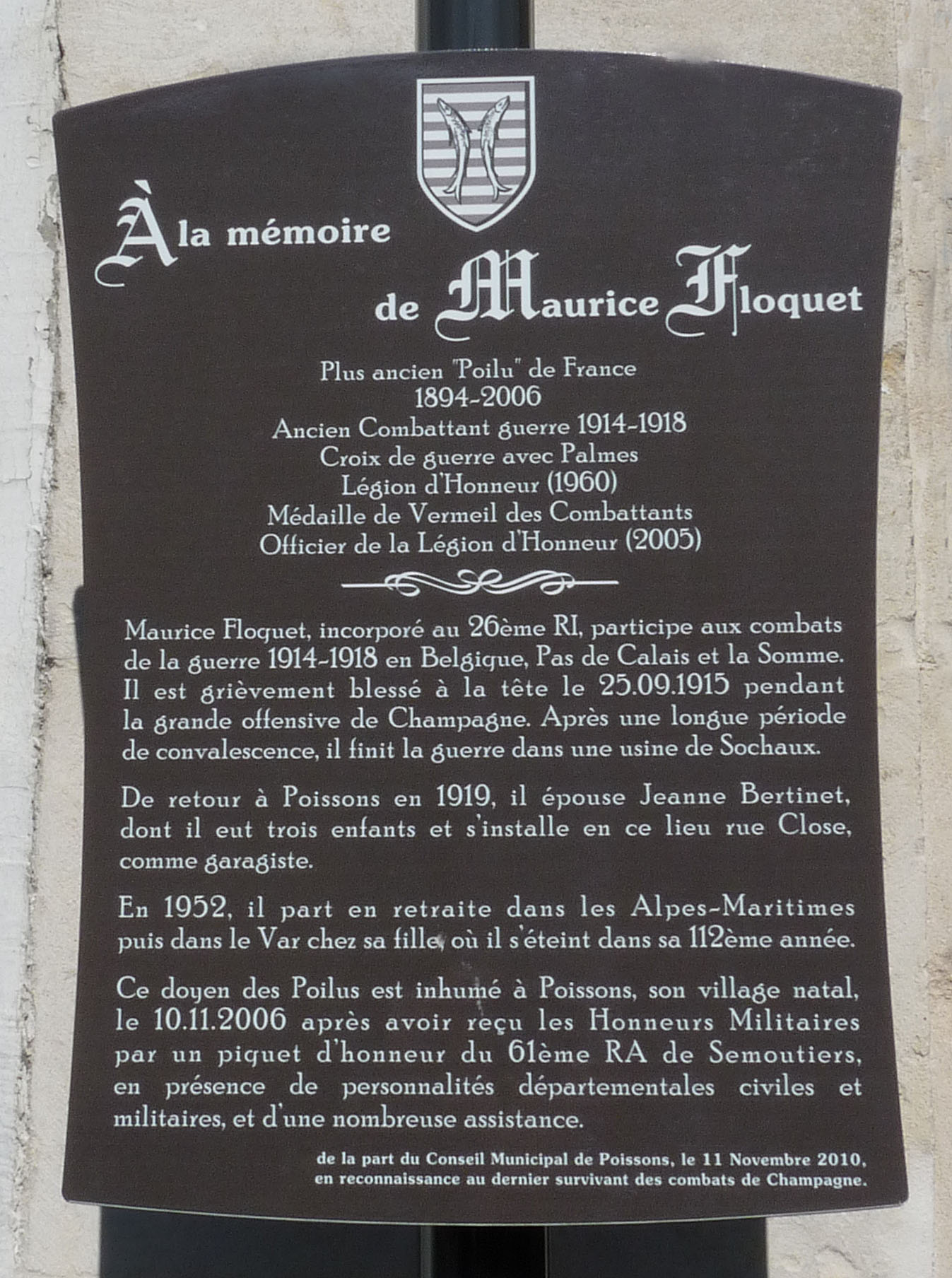
Plaque commémorative apposée en 2010.

- André-Jean Festugière (1898-1982), dominicain philosophe et helléniste, est enterré à Poissons.
- Maurice Floquet (1894-2006), poilu supercentenaire né à Poissons.
- Claude Ballif (1924-2004), compositeur, est mort à Poissons.
- Louis Freche (1781-1836). Soldat de l'Empire de 1803 à 1809.
- Jean-Gabriel Freche (1778-1807) Soldat de l'Empire blessé à la bataille d'Eylau, mort de ses blessures le 03/07/1807 à l'hôpital de Marienwerder au Sud de Dantzig.

### Héraldique
| Armes de Poissons | Les armes de Poissons se blasonnent ainsi : D'azur, aux deux poissons d'argent adossés en pal et brochant. |